# Серобабино
Серобабино (укр. Сіробабине) — село,
Голубовский сельский совет,
Лебединский район,
Сумская область,
Украина.
Код КОАТУУ — 5922983006. Население по переписи 2001 года составляло 112 человек.

## Географическое положение
Село Серобабино находится на расстоянии в 1 км от сёл Деркачи, Коломийцы и Шияны.